# Musée des atrocités de guerre américaines
Le musée des atrocités de guerre américaines (hangeul : 신천박물관) est situé à Sinch'ŏn, province de Hwanghae du Sud en Corée du Nord. Il est consacré à la conservation et à la présentation d'objets datant du massacre de Sinchon qui aurait, selon le gouvernement nord-coréen, été commis pendant que l'armée américaine occupait la région durant la guerre de Corée, c'est-à-dire entre le 17 octobre et le 7 décembre 1950.

## Le musée
Le musée a été fondé le 26 mars 1958. C'est un centre d'éducation antiaméricaine consacrée aux atrocités imputées aux Américains pendant la guerre. Il est constitué de plusieurs bâtiments, d'un abri antiaérien et d'un cimetière. Des photos, des peintures et des objets sont exposés dans 16 salles du premier bâtiment et dans trois salles du second bâtiment. C'était auparavant la centrale locale du Parti du travail de Corée. C'est à cet endroit que 900 personnes auraient été enfermées dans un bunker et brûlées.
Le musée commémore également d'autres incidents. À la centrale de la milice, 520 personnes auraient été rassemblées dans un abri antiaérien puis enfermées et tuées à coup d'explosifs. Sur le pont de Soktang, 2000 personnes auraient été tuées alors qu'elles tentaient de traverser. On rapporte que les corps furent jetés dans la rivière. Dans le village de Wonam, 400 femmes et 102 enfants auraient été enfermés dans deux poudrières puis arrosés d'essence et incendiés. Le cimetière consacré à ces 400 femmes et enfants est situé juste à côté du musée.
Le musée rapporte en outre le sort des 1000 femmes jetées dans le lac de barrage de Sowon, des 600 autres retrouvées dans celui de Pogu, et des 1200 personnes enfermées dans une glacière et brulées. Il documente aussi la destruction systématique de l'arrondissement : 5484 maisons brûlées, 618 usines, bâtiments publics et systèmes d'irrigation détruits ainsi que le pillage de 9624 têtes de bétails.
Les « agressions américaines envers le peuple coréen » constituent le deuxième thème présenté par ce musée. Ainsi, il montre aussi l'incident du Général Sherman, les activités des missionnaires chrétiens, l'occupation de la Corée après la deuxième guerre mondiale, la guerre de Corée et la résistance actuelle à l'occupation de la péninsule. Cette dernière est illustrée par le cas de l'étudiante sud-coréenne Rim Su-kyong qui fit un discours devant le musée en 1989 pour faire avancer la réunification et qui fut condamnée à 10 ans de prison à son retour en Corée du Sud.
|  |  |  |  |  |  |  |  |  |

## Le massacre
Le déroulement du massacre a été résumé dans un documentaire publié par la chaine de télévision sud-coréenne MBC. Cet évènement a en fait commencé un peu avant l'arrivée des troupes américaines dès que celles-ci ont franchi le 38e parallèle en octobre 1950. Les communistes ont d'abord tué les ennemis du peuple (propriétaires terriens, marchands, ...) puis le 13 octobre, un groupe d'anticommunistes lança une insurrection et prit le contrôle de la ville, récupérant des armes abandonnées par l'armée populaire lors de sa retraite. Des adolescents bien armés ont alors tué toutes personnes soupçonnées d'être communiste, des enseignants, des élèves ainsi que leurs familles. Le 17 octobre, les américains arrivent ; le 3e bataillon du 19e régiment s'installe à Sinchon. Ce bataillon avait subi de lourdes pertes lors de la bataille du Nakdong et ses membres considéraient que tous les Nord-Coréens étaient de dangereux communistes à abattre. Ils étaient accompagnés par une unité de la police secrète sud-coréenne dirigée par Kim San Ju. Celui-ci prit le contrôle des insurgés anticommunistes et organisa la chasse et l'extermination des rouges. Plus tard, les massacres redoublèrent d'intensité à l'approche de l'armée chinoise. Les survivants fuyant la région étaient bombardés par l'aviation américaine, des milliers de Coréens sont morts en tentant de rejoindre le sud. Puis, après la reconquête de Sinchon, ce fut au tour des anticommunistes d'être victime de représailles.